# Elecciones municipales de 2019 en Albanchez
Las elecciones municipales de 2019 se celebraron en Albanchez el domingo 26 de mayo, de acuerdo con el Real Decreto de convocatoria de elecciones locales en España dispuesto el 1 de abril de 2019 y publicado en el Boletín Oficial del Estado el día 2 de abril. Se eligieron los 7 concejales del pleno del Ayuntamiento de Albanchez, a través de un sistema proporcional (método d'Hondt), con listas cerradas y un umbral electoral del 5 %.

## Candidaturas
En abril de 2019 se publicaron 3 candidaturas, el PSOE con Ana Celia García López en cabeza, el PP con Manuel Ortega Martinez a la cabeza y Ciudadanos con Amador López Pardó a la cabeza. De estas publicadas, en las elecciones, Albanchez se convirtió en uno de los pocos pueblos de España donde Ciudadanos consigue una alcaldía con mayoría absoluta al conseguir 6 de 7 escaños; el PSOE logró el único escaño disponible, quedando el PP fuera del consistorio.

## Resultados
| Candidatura   | Candidatura                              | Votos | %                                       | Escaños                                 |
| ------------- | ---------------------------------------- | ----- | --------------------------------------- | --------------------------------------- |
|               | Ciudadanos-Partido de la Ciudadanía      | 343   | 78,67                                   | 6                                       |
|               | Partido Socialista Obrero Español (PSOE) | 85    | 19,50                                   | 1                                       |
|               | Partido Popular (PP)                     | 3     | 0,69                                    | 0                                       |
| Votos válidos | Votos válidos                            | 431   | 100,00                                  | 7                                       |
| Votos nulos   | Votos nulos                              | 4     | Participación: · \| \| 79,71 % \| 0,08% | Participación: · \| \| 79,71 % \| 0,08% |
| Votantes      | Votantes                                 | 440   | Participación: · \| \| 79,71 % \| 0,08% | Participación: · \| \| 79,71 % \| 0,08% |
| Electores     | Electores                                | 552   | Participación: · \| \| 79,71 % \| 0,08% | Participación: · \| \| 79,71 % \| 0,08% |
|               | 79,71 %                                  |       |                                         |                                         |

## Diputados electos
| N.º | Nombre                        | Lista | Lista |
| --- | ----------------------------- | ----- | ----- |
| 1   | Amador López Pardó            |       | Cs    |
| 2   | Antonio García Ruiz           |       | Cs    |
| 3   | Ana Isabel Padilla Saiz       |       | Cs    |
| 4   | María Isabel Morcillo Serrano |       | Cs    |
| 5   | Ana Celia García López        |       | PSOE  |
| 6   | Gunter Andre de Haan          |       | Cs    |
| 7   | Steven Conway                 |       | Cs    |